# Museo Bonsái Luis Vallejo
El Museo Bonsái Luis Vallejo, ubicado en Alcobendas, Madrid, España, es un museo de acceso público establecido en 1995 y dedicado a la presentación, difusión y estudio del arte del bonsái. El museo, uno de los más importantes de Europa en su categoría, presenta la colección personal de bonsái de Luis Vallejo así como ejemplares donados por otros coleccionistas. La muestra está considerada como una de las de mayor calidad fuera de Japón. múltiples ejemplares de la colección han sido galardonados con importantes premios en competiciones españolas e internacionales de bonsái.
La colección del museo cuenta con más de 300 ejemplares, con variedades nativas españolas y de otros países. Muchos de los especímenes en la colección han sido diseñados y desarrollados como bonsái por Luis Vallejo y por reconocidos maestros japoneses, como Hiroshi Takeyama, Saburo Kato, Shinji Suzuki o Masahiko Kimura.

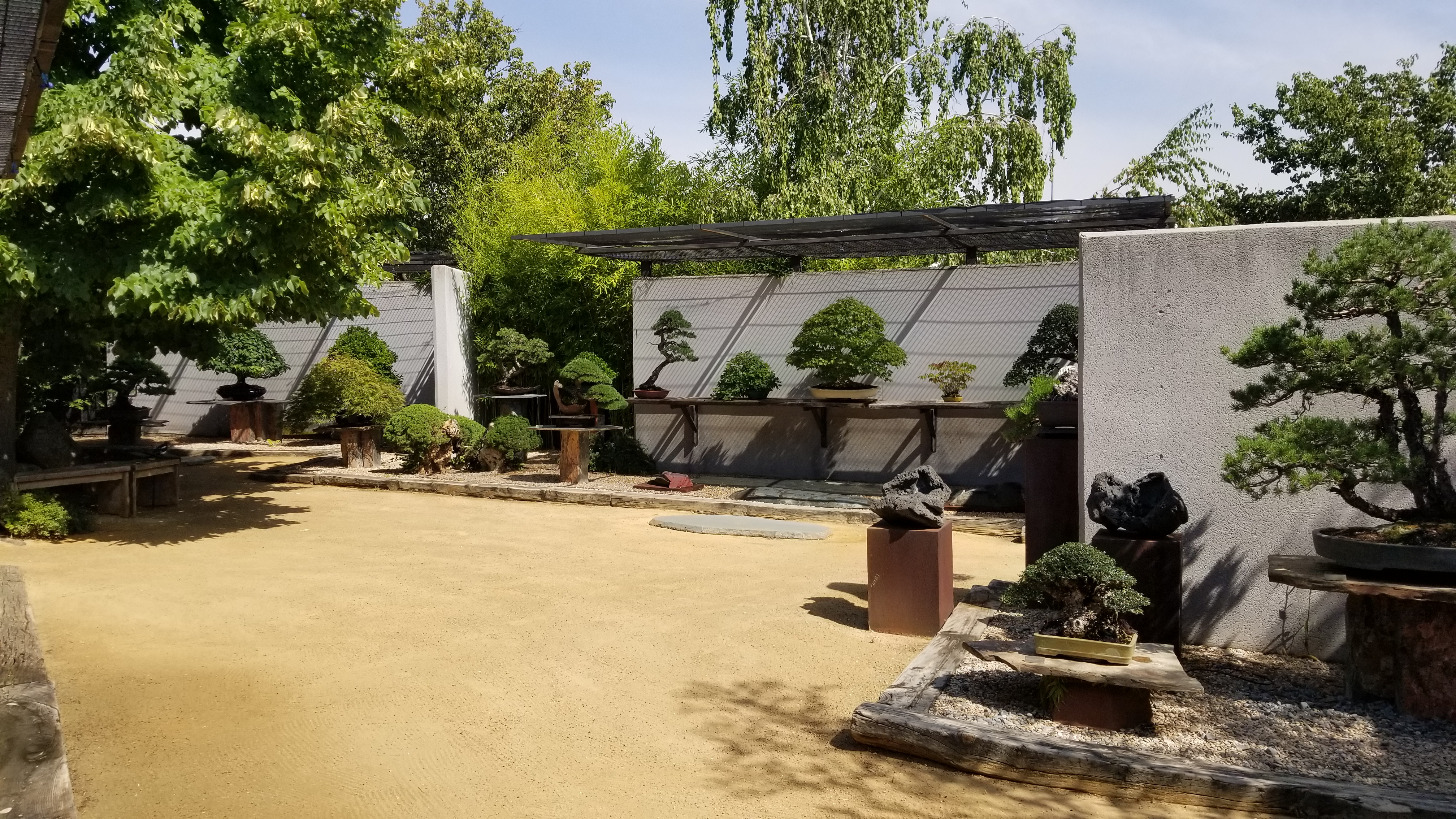
Vista del Museo Bonsai Luis Vallejo en el verano de 2022

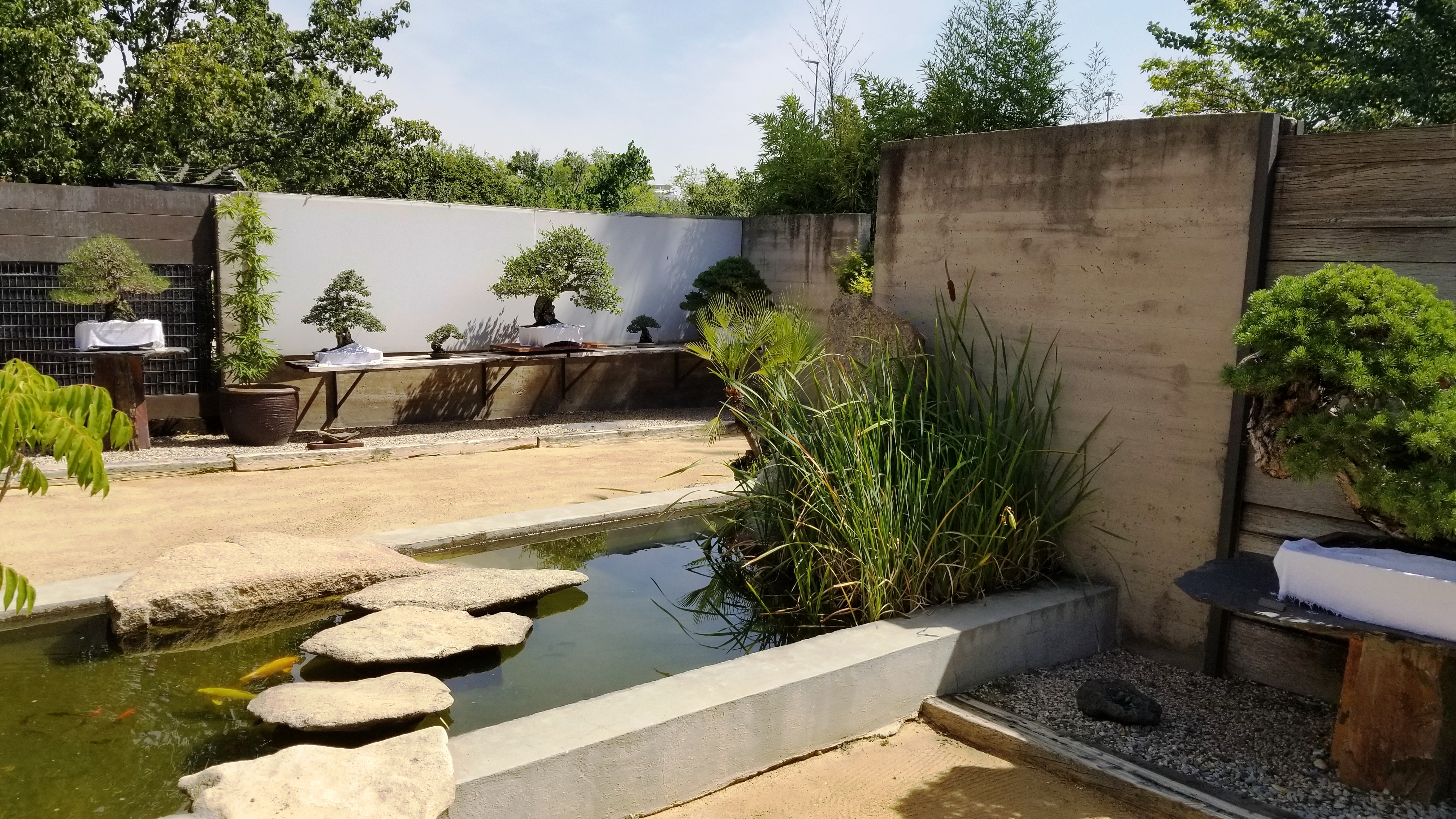
Vista parcial del Museo Bonsai Luis Vallejo en el verano de 2022. Nótese el uso de toallas húmedas blancas para evitar el recalentamiento de las raíces de los árboles durante la extraordinaria ola de calor de ese verano en Madrid.

## Historia
Luis Vallejo García-Mauriño es un arquitecto paisajista español reconocido internacionalmente, sus trabajos incluyen los jardines del hotel Royal Mansour de Marrakech, el Oman Botanic Garden, el Campus Financiero del Grupo Santander en Madrid, así como numerosos proyectos públicos y privados en España y en el exterior. Vallejo inició su interés en el bonsai gracias a su padre, Francisco. Según cuenta Vallejo, su padre, viverista y paisajista de profesión, solía adquirir libros en sus viajes, trayendo en una ocasión de los Estados Unidos varios libros, entre ellos algunos sobre bonsái y jardines japoneses. El joven Luis, quien tenía entonces unos 14 o 15 años, quedó impresionado, calificando de "magia" lo que allí veía: árboles y bosques en miniatura, similares a los que se ven en la naturaleza, pero plantados en pequeños tiestos y presentados como piezas de arte.

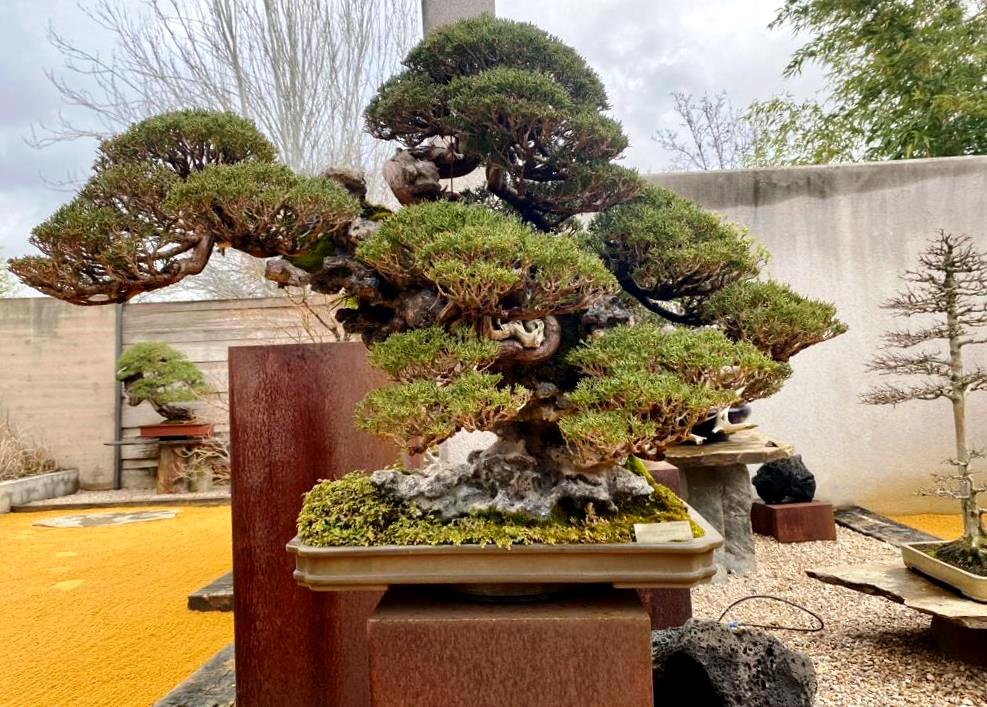
Juniperus de la colección del museo.

Vallejo aprendió las técnicas y estéticas del bonsái de manera autodidacta, practicando en el vivero de su padre, hasta que tiempo después tuvo la oportunidad de viajar y conocer a grandes maestros del bonsái en Japón. Observando y conversando con estos expertos, Vallejo aumento su competencia artística, aun sin nunca haber recibido clases formales.
En la década de los 80, Vallejo montó su primera exposición de bonsái, una práctica para entonces virtualmente desconocida en España, en el Real Jardín Botánico de Madrid. Para ello recopiló tanto ejemplares de otros aficionados como árboles propios.
Entre 1987 y 1994 Vallejo fue el creador y cuidador de la colección personal de bonsái de Felipe González, expresidente español, quien es un gran aficionado y coleccionista de bonsái. Posteriormente, el expresidente González donó la colección, la cual seguía siendo mantenida por Vallejo, al Consejo Superior de Investigaciones Científicas (CSIC). La colección está actualmente expuesta en el Real Jardín Botánico de Madrid.
En 1995 Vallejo abre el Museo Bonsái Luis Vallejo en Alcobendas, en asociación con esta municipalidad. El museo fue diseñado por Vallejo con la asistencia del arquitecto Antón Dávila, en el estilo de un jardín japonés, incluyendo un estanque con peces koi.
Desde su apertura, el museo ha sido visitado por embajadores del Japón en España, miembros de la Comunidad Japonesa de Madrid, alcaldes de Alcobendas y otras personalidades. Luis Vallejo fue distinguido en 2008 con la Orden del Sol Naciente otorgada por el Emperador Japonés, Akihito, por su difusión de la cultura japonesa.

## Colección
La colección del museo incluye más de 300 ejemplares, incluyendo especies nativas españolas e importadas, y está considerada entre las mejores del mundo fuera del Japón. No todos los ejemplares están permanentemente presentados en el área publica del museo, el cual cuenta con áreas de vivero y talleres para el desarrollo y mantenimiento de los árboles. Algunos de los ejemplares en la colección del museo superan los 200 años.
Entre las especies representadas en el museo se cuentan:
| Nombre común                | Especie presente en España   | Especie no nativa      |
| --------------------------- | ---------------------------- | ---------------------- |
| Abeto de Hokkaido           |                              | Género Abies           |
| Albaricoque japonés         |                              | Prunus mume            |
| Alcornoque                  | Quercus suber                |                        |
| Árbol del amor              | Género Cersis                |                        |
| Árbol del paraíso           |                              | Elaeagnus angustifolia |
| Arce tridente               |                              | Acer buergerianum      |
| Arces (diversas especies)   |                              | Género Acer            |
| Azaleas (diversas especies) |                              | Género Rhododrendon    |
| Boj balear                  | Buxus balearica              |                        |
| Caqui                       |                              | Dyospiros kaki         |
| Criptomeria japonesa        |                              | Cryptomeria japonica   |
| Encina                      | Quercus ilex                 |                        |
| Espino blanco               |                              | Crataegus cuneata      |
| Falso ciprés hinoki         |                              | Chamaecyparis obtusa   |
| Gingko                      |                              | Gingko biloba          |
| Granado                     | Punica granatum              |                        |
| Haya europea                | Fagus sylvatica              |                        |
| Membrillero japonés         |                              | Chaenomeles japonica   |
| Membrillero chino           |                              | Pseudocydonia sinensis |
| Olmo negrillo               | Ulmus minor                  |                        |
| Pino albar                  | Pinus sylvestris             |                        |
| Pino blanco japonés         |                              | Pinus parviflora       |
| Pino negro japonés          |                              | Pinus thunbergii       |
| Potentilla                  |                              | Género Potentilla      |
| Roble quejigo               | Quercus faginea              |                        |
| Sabina                      | Juniperus sabina             |                        |
| Shimpaku                    |                              | Juniperus chinensis    |
| Tejo europeo                | Taxus baccata                |                        |
| Tejo japonés                |                              | Taxus cuspidata        |
| Ullastre                    | Olea europae var. sylvestris |                        |
| Zelkova japonesa            |                              | Zelkova serrata        |

## Actividades
Además de la exposición permanente de su colección, el museo publica libros temáticos y difunde el arte del bonsái a través de seminarios, cursos, conferencias y demostraciones profesionales.
El museo también organiza concursos nacionales de bonsái con el auspicio del Ayuntamiento de Alcobendas, la Embajada del Japón y entes gubernamentales españoles dedicados a la difusión de la cultura. En estos concursos participan profesionales y aficionados al bonsái y se adjudican premios a aquellos ejemplares destacados por su calidad.